# Stadtbefestigung Freising

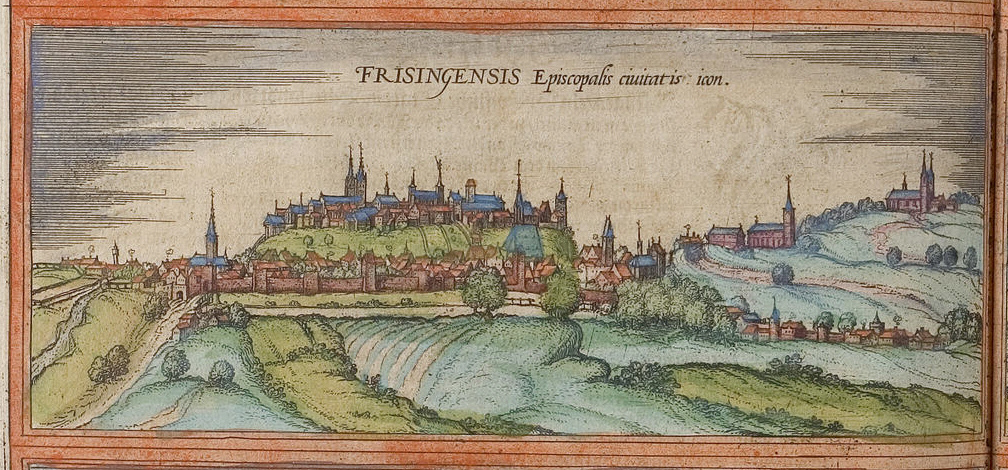
Freising von Osten (16. Jahrhundert)

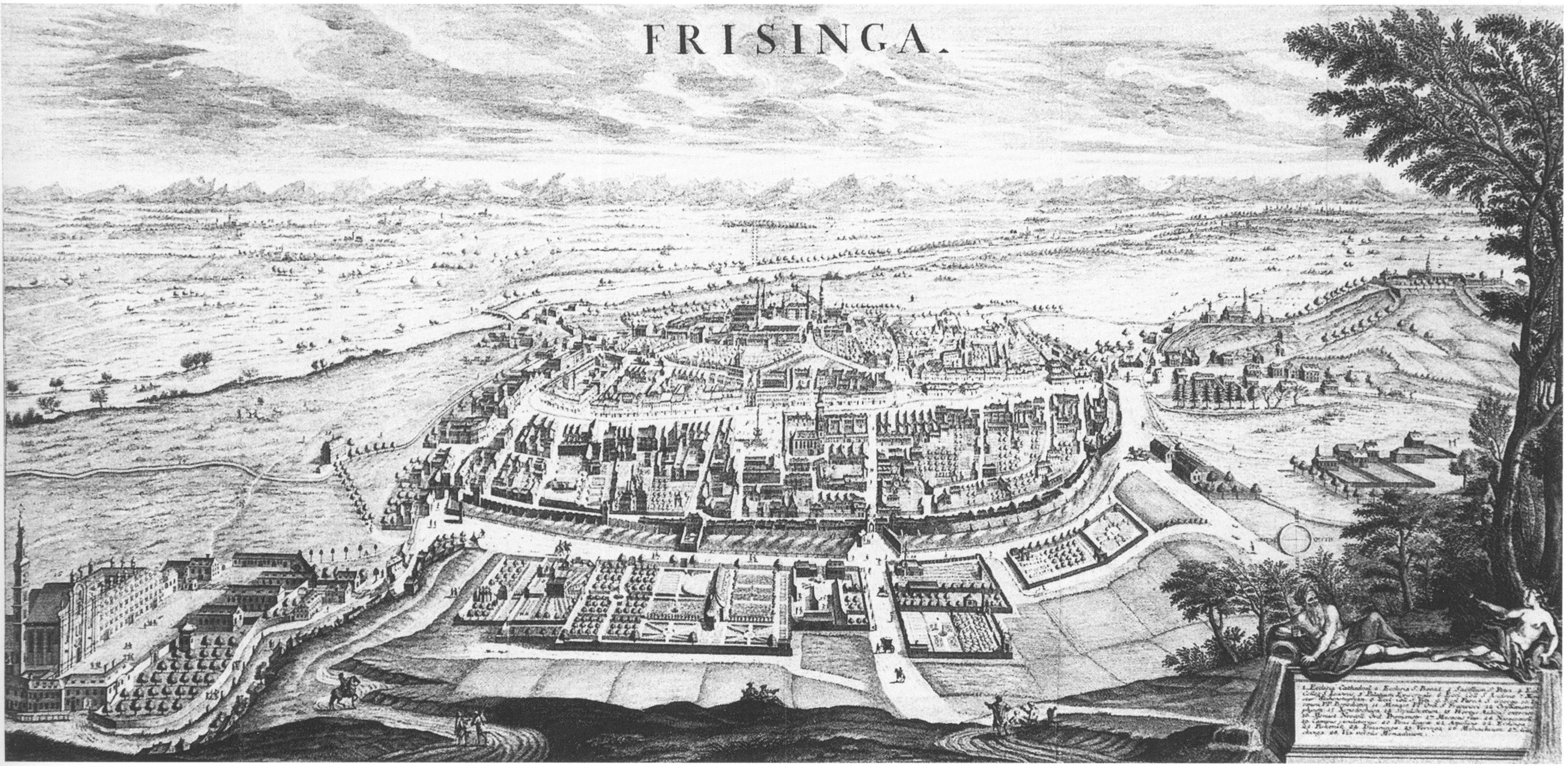
Freising von Norden um 1724 – Kupferstich von Jean-Claude Sarron

Die Stadtbefestigung Freising umschloss bis ins späte 19. Jahrhundert die Bischofsstadt Freising.

## Geschichte

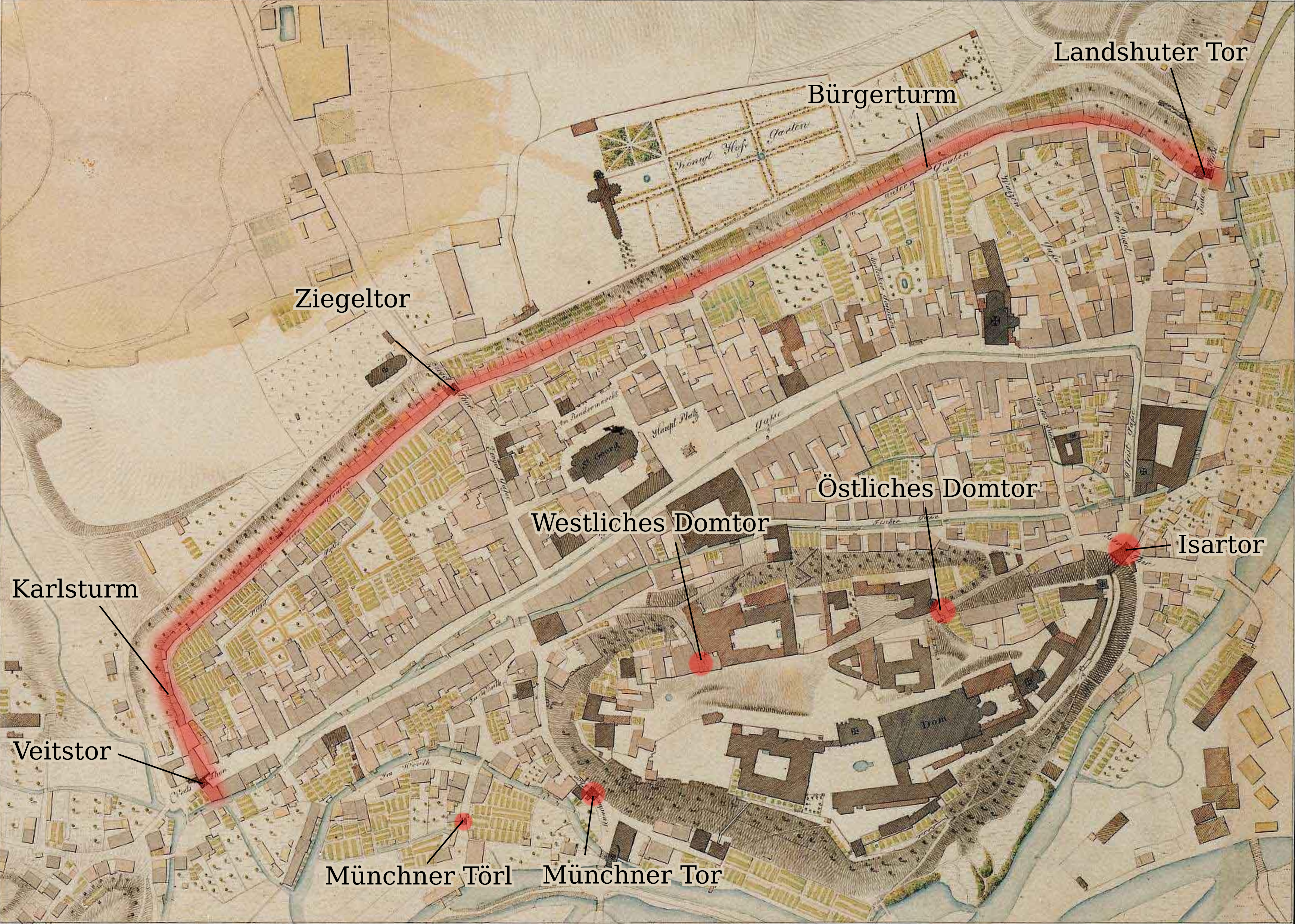
Karte der Befestigung auf einem Stadtplan von 1809. Hervorgehoben sind der Verlauf der Stadtmauer, die Stadttore und die beiden Domtore.

Die Stadtbefestigung Freising lässt sich in zwei Teilabschnitte unterteilen. Die erste Befestigung Freisings entstand im späten 10. Jahrhundert um den Bischofssitz auf dem Domberg, während die Stadt selbst weitgehend ungeschützt war. Die beiden Tore zum Domberg existieren mindestens seit der Zeit Bischof Otto von Freisings (um 1150). Dieser veranlasste auch, dass keine Weltlichen mehr auf dem Domberg wohnen durften. Um 1480 wurde der Domberg unter Bischof Sixtus von Tannberg neu befestigt.
Später begann auch die am Fuße des Berges gelegene Stadt mit dem Bau einer Befestigung. Eine Mauer mit Türmen und Toren wurde im 14. und 15. Jahrhundert errichtet. Diese Umschloss den Nordteil der Stadt. An den beiden Endpunkten sowie an der Ziegelgasse entstanden Tore. Der Mauer vorgelagert war ein Graben. Von Süden her war die Stadt durch die Flüsse Isar und Moosach geschützt. Hier entstanden ebenfalls Tore an den Straßen nach München und Erding. Das Isartor und das zweite Münchner Tor waren durch Mauern mit der Befestigung auf dem Domberg verbunden (Schenkelmauern).
Der militärische Nutzen sank mit der Einführung des Schießpulvers und die Befestigung diente vor allem dem Abhalten ungebetener Eindringlinge und dem Eintreiben von Zöllen. Während des Dreißigjährigen Krieges wurde die Stadt zweimal den Schweden übergeben. Bereits im 17. Jahrhundert begann die Verbauung der Mauer. An die Mauer wurden Gebäude angebaut, die die Mauer als Wand nutzten. Im 19. Jahrhundert wurden bis auf die beiden Domtore alle Stadttore aus Verkehrsgründen abgerissen.
Von der Stadtmauer sind bis auf zwei Türme keine sichtbaren Reste mehr erhalten. Der Verlauf der Mauer kann jedoch am Straßenbild nachvollzogen werden (Jägerwirtsgasse, Oberer-, Mittlerer- und Unterer Graben). Reste der Dombergbefestigung könnten noch in Form von Mauerresten der Schenkelmauern und der Mauern an der Südseite vorhanden sein. Zum Teil sind diese jedoch, da sie auch den Hang stabilisieren müssen, stark überarbeitet und es ist nicht gesichert, dass es sich dabei um die mittelalterlichen Mauern handelt.

## Einzelgebäude

### Türme

#### Bürgerturm
⊙ Der Bürgerturm, ein ehemaliger Wachturm am Unteren Graben, wird heute als Grabenmuseum genutzt, das verschiedene Ausstellungen zur Freisinger Geschichte zeigt.

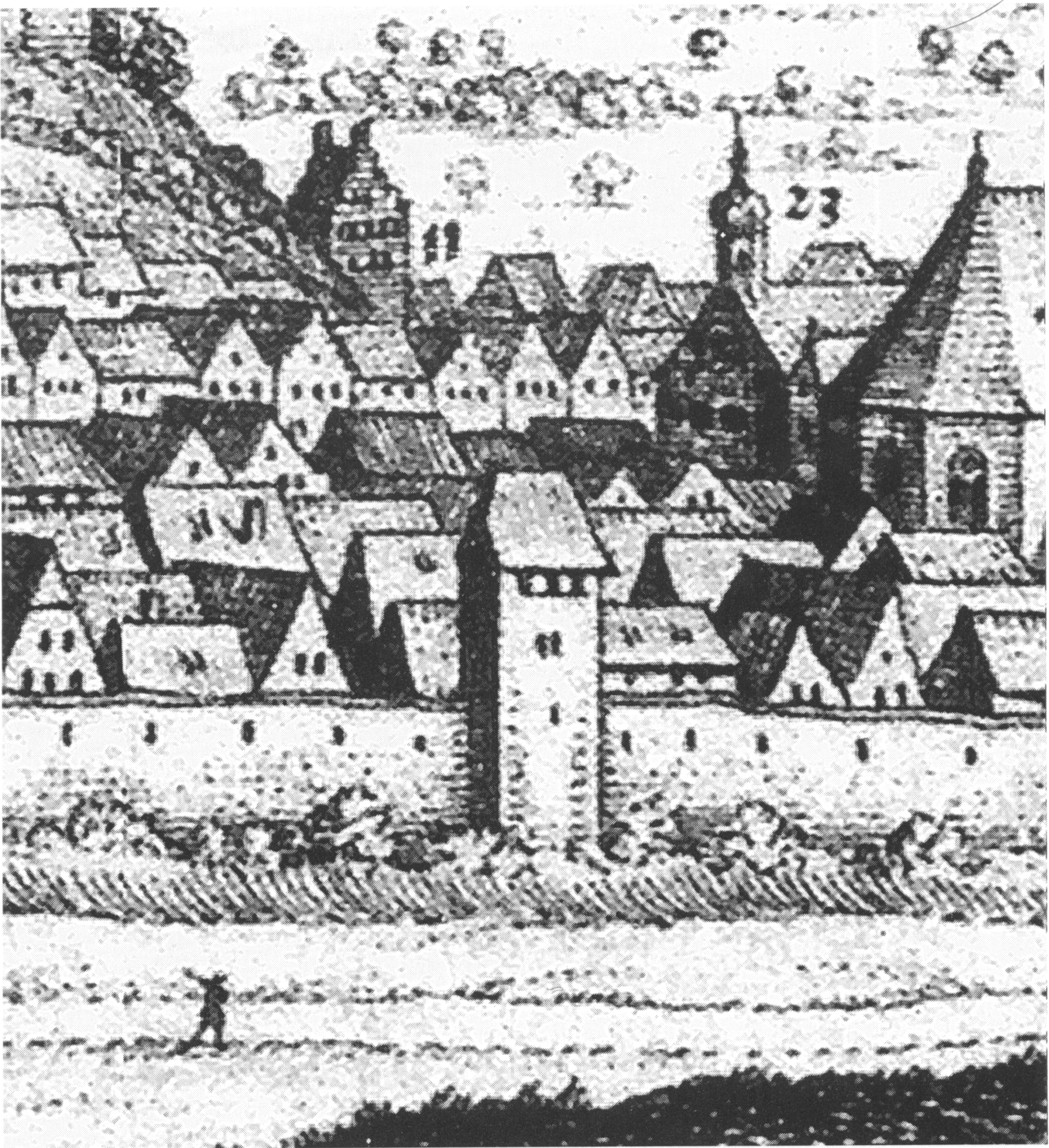
Bürgerturm auf einem Ausschnitt aus dem Kupferstich Merians von 1642.
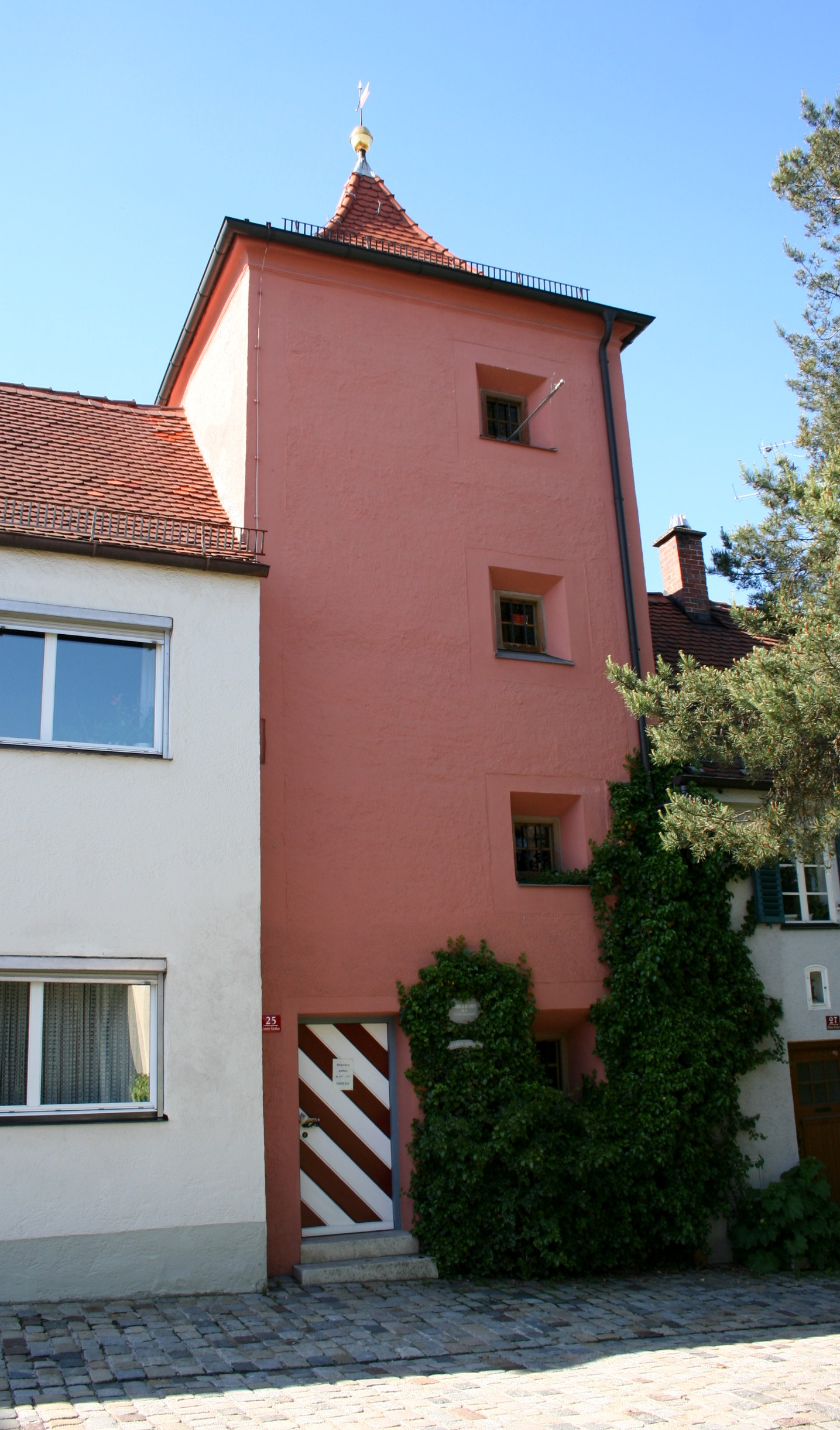
Bürgerturm heute

#### Turm am kalten Eck
⊙ Der Turm am kalten Eck in der Jägerwirtsgasse wurde zu einem Wohngebäude umgebaut, dabei stark verändert und ist kaum mehr als Turm zu erkennen. 

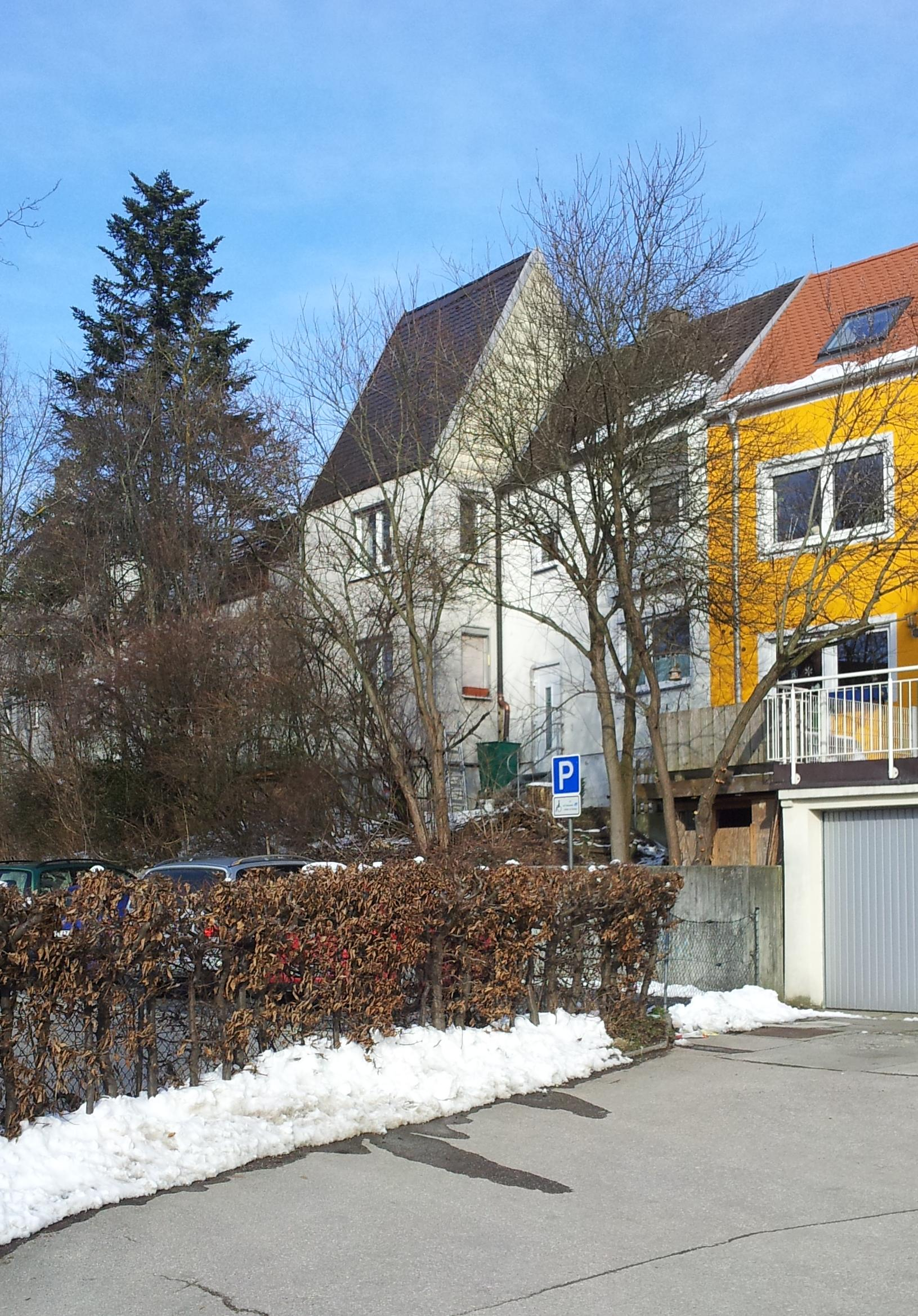
Der zu einem Wohngebäude umgebaute Turm am kalten Eck (höheres Gebäude in der Bildmitte)

### Stadttore der Stadtmauer

#### Veitstor
⊙
Das Veitstor bildete den westlichen Abschluss der Stadtmauer, die Straße führte weiter nach Weihenstephan und Unterbruck (Richtung Dachau). Das Tor bestand aus einer relativ niedrigen Durchfahrt und Obergeschossen darüber. Das Satteldach wurde durch einen mit Zinnen geschmückten Giebel abgeschlossen. Der Name des Tores bezieht sich auf St. Veit, ein ehemaliges Säkularkanonikerstift und früheres Kloster der Benediktiner außerhalb der Stadtmauer; gleichzeitig war St. Veit eine der drei Pfarreien in der Stadt Freising. Das 1386 erstmals erwähnte Tor wurde 1875 abgerissen.

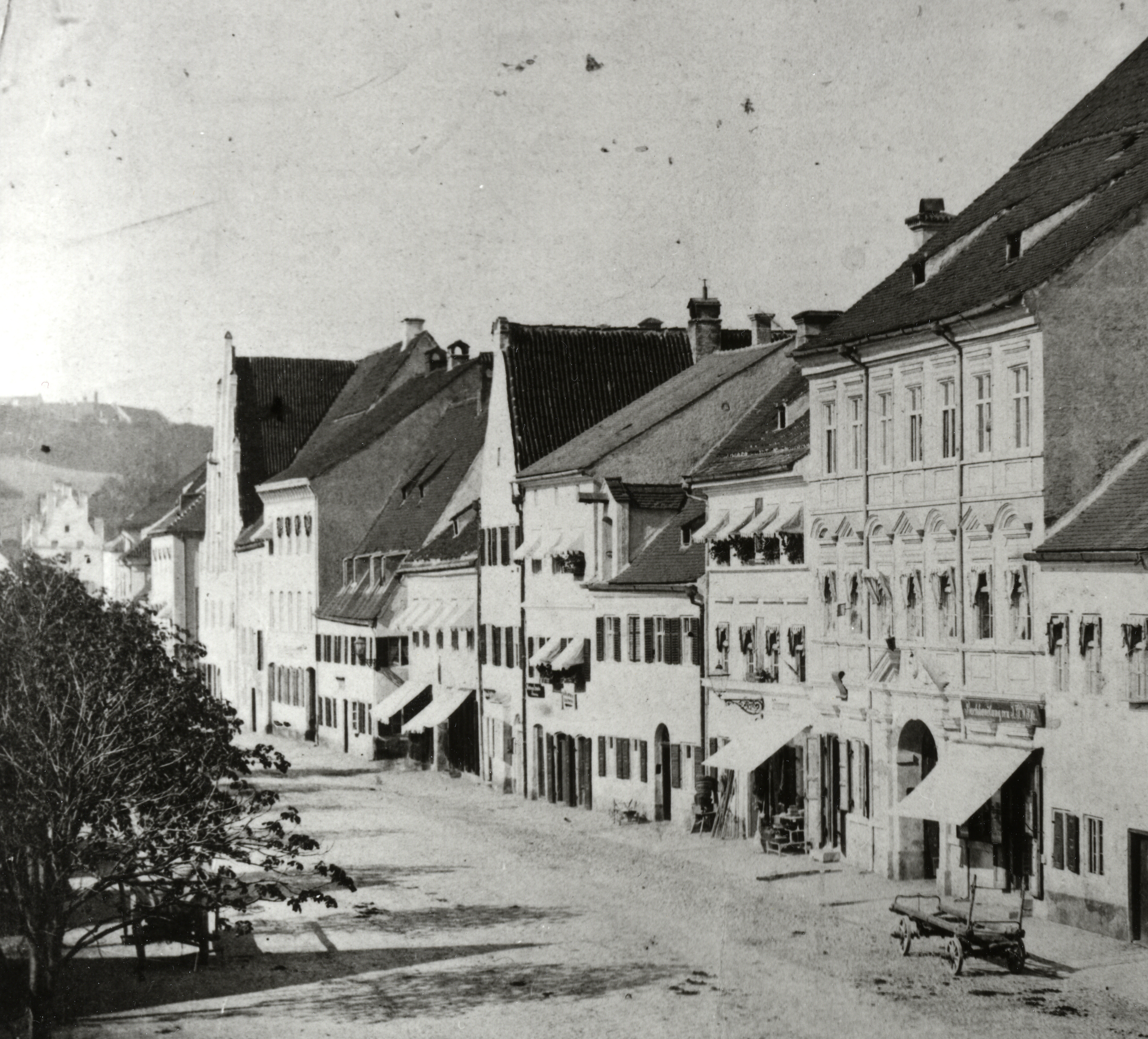
Bild der heutigen Oberen Hauptstraße aus dem Jahr 1870 mit dem Giebel des Veitstores im Hintergrund.
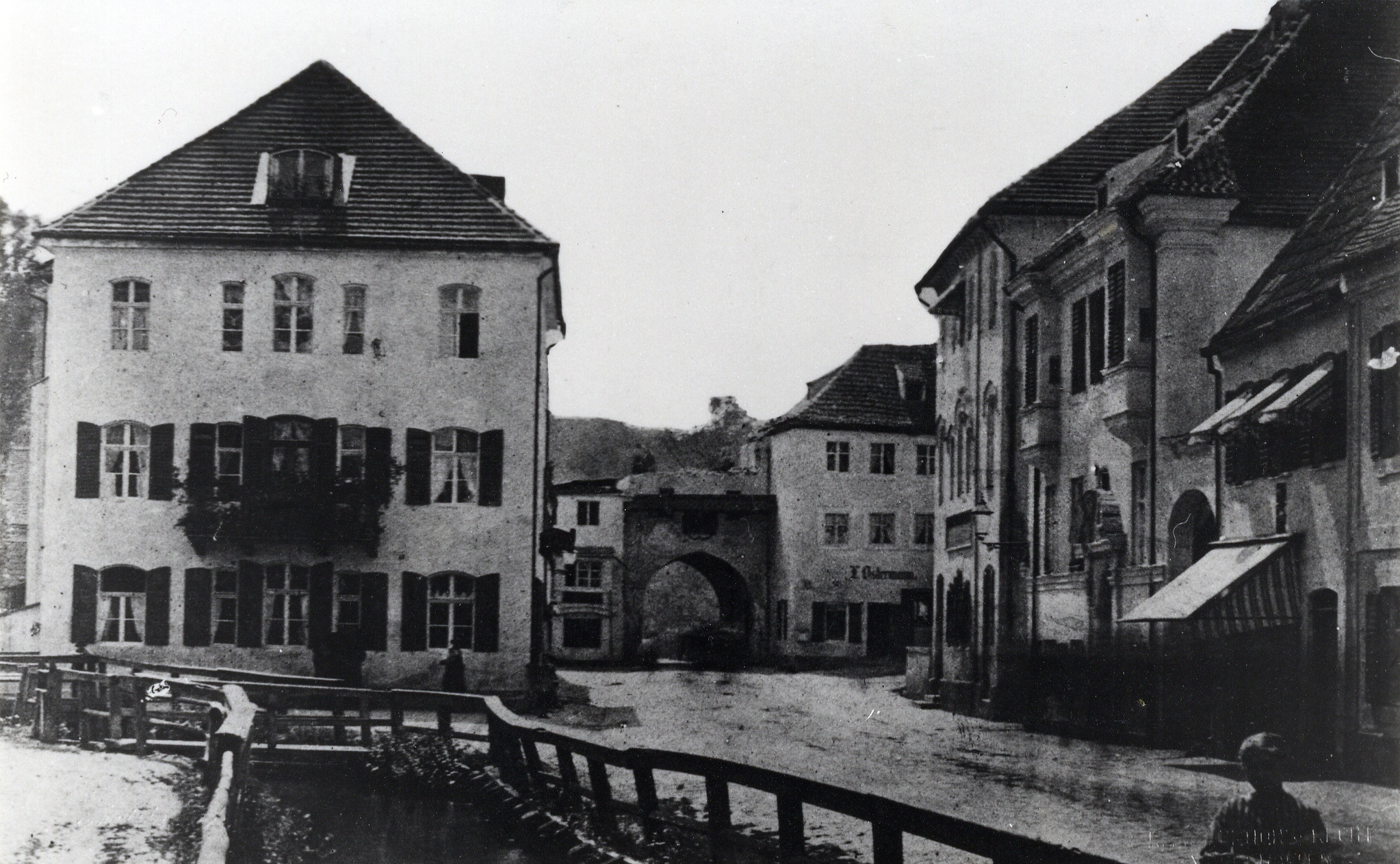
Aufnahme des Tores beim Abriss 1875. Im Vordergrund die noch nicht überdeckte Stadtmoosach.
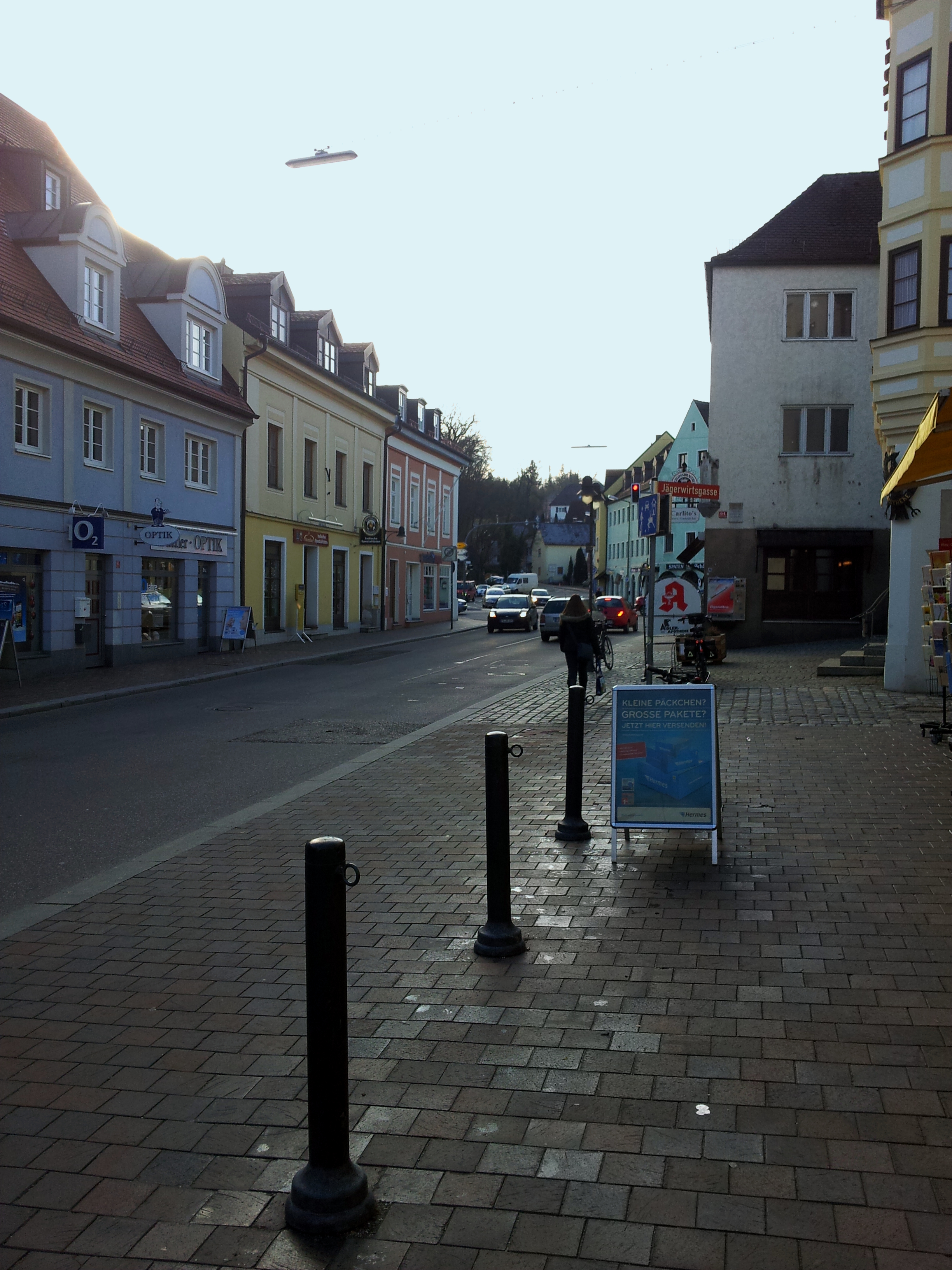
Heutiger Standort des Veitstores in der Oberen Hauptstraße.

#### Ziegeltor
⊙
Das dreigeschossige Tor im Norden der Stadt hatte eine vergleichsweise hohe Durchfahrt. Das ursprüngliche Krüppelwalmdach wurde Mitte des 19. Jahrhunderts durch ein Satteldach mit Treppengiebel ersetzt. Der Name des Tores kommt wie der Name der Ziegelgasse in der es lag von den in dieser Richtung erreichbaren Lehmgruben und den aus diesem Rohstoff hergestellten Ziegeln. Der erste schriftliche Nachweis stammt aus dem Jahr 1487, gebaut wurde es um 1433. Das Ziegeltor wurde 1898 als letztes der Freisinger Stadttore abgerissen. Die Position des Gebäudes wird heute durch eine Reihe rötlicher Pflastersteine im Straßenverlauf gekennzeichnet

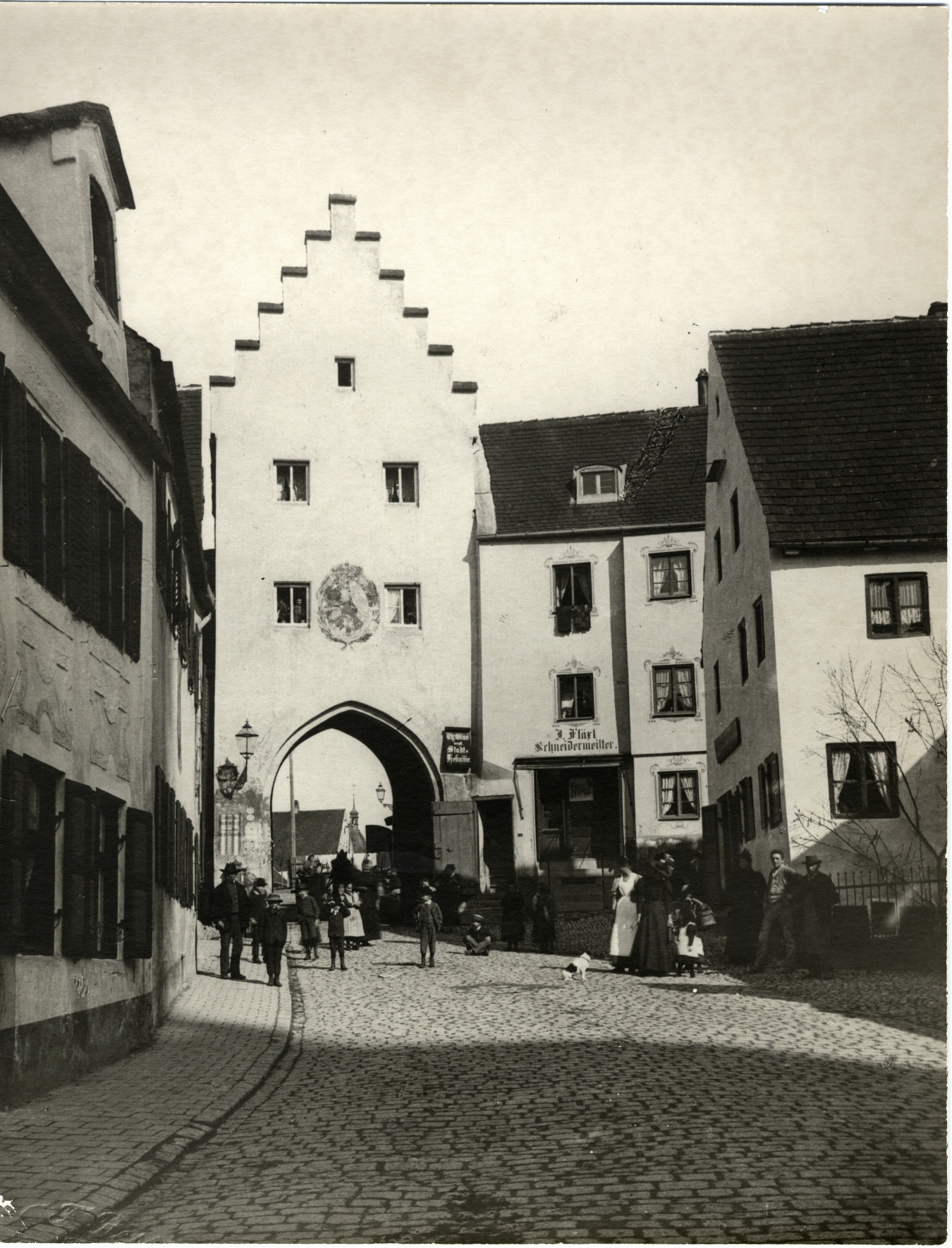
Aufnahme des Ziegeltores von der Stadtseite (um 1890)
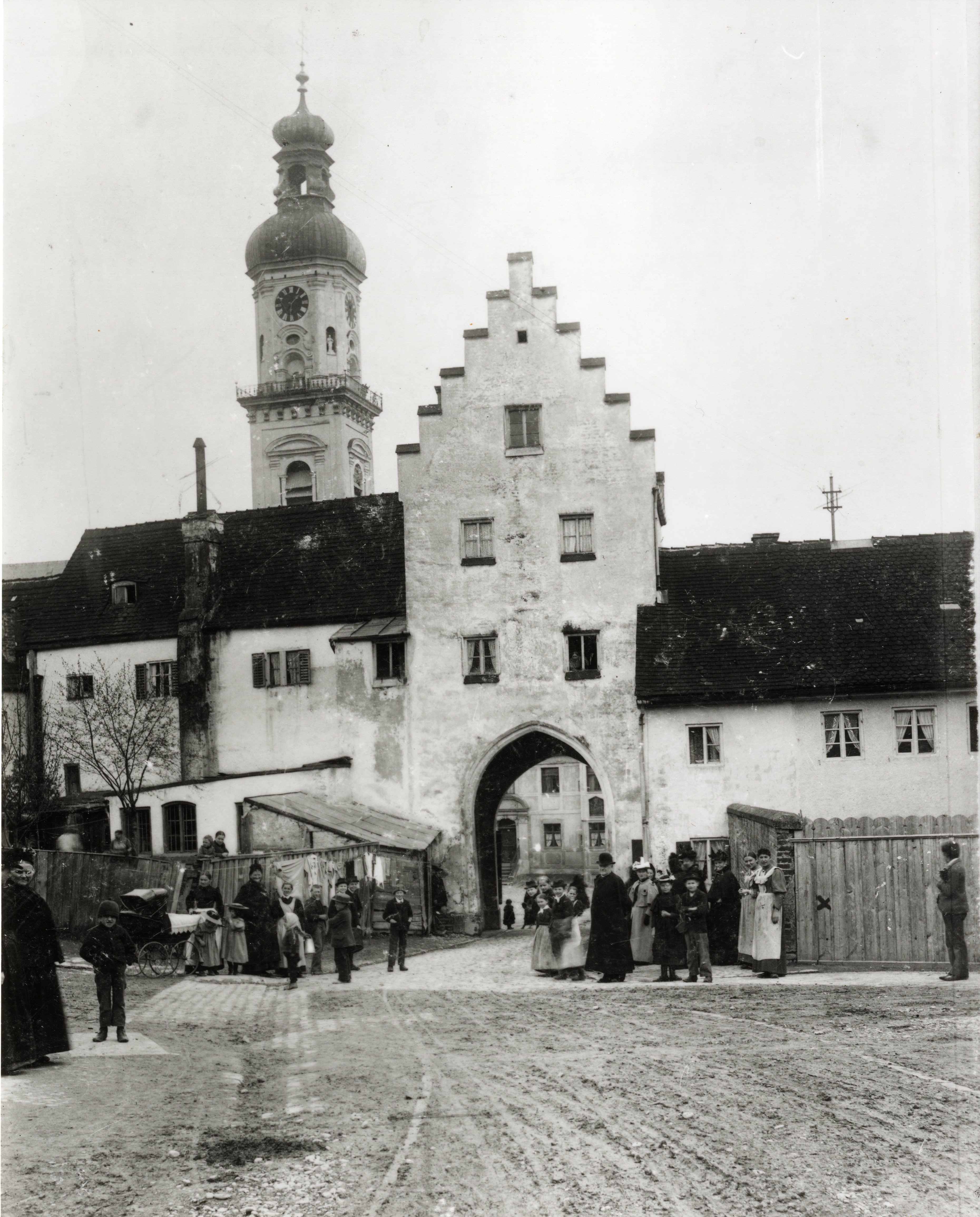
Aufnahme des Ziegeltores von der Außenseite (um 1890)
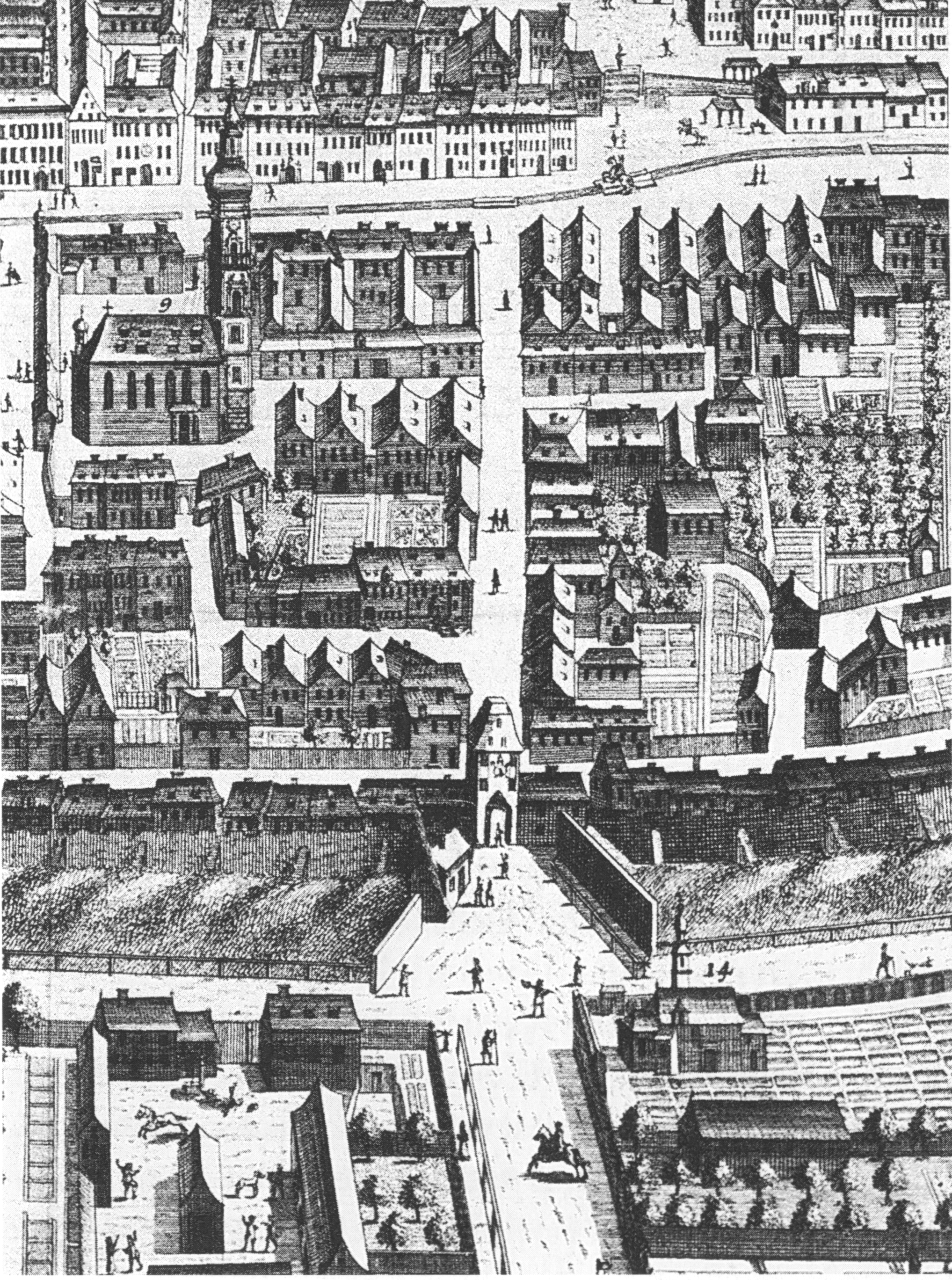
Kupferstich des Ziegeltores von 1724 (Ausschnitt aus Freising von Norden s. o.)
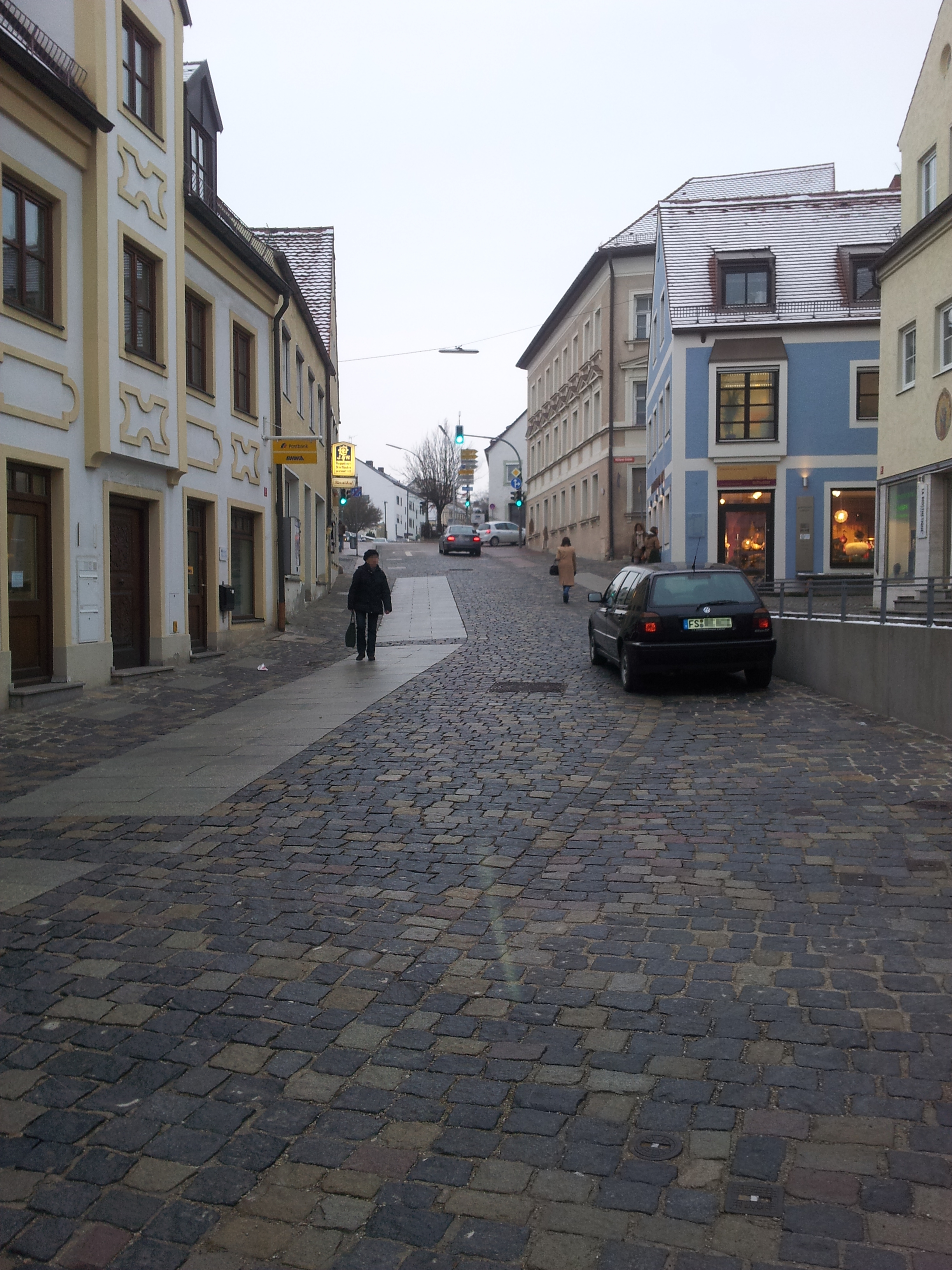
Heutige Position

#### Judentor
⊙
Dieses Tor bildete den östlichen Abschluss der Stadtmauer. Im Gegensatz zu allen anderen Freisinger Stadttoren besaß das mehrstöckige Tor ein Flachdach mit Zinnen. Der Name Judentor geht auf eine kleine Judensiedlung vor dem Tor zurück. Diese lag auf dem Schelmbuckel (hinter der heutigen Apotheke). Andere Namen für das Tor waren Landshuter Tor, da durch dieses Tor die neben der nach Regensburg auch die Straße nach Landshut führte, und Murntor. Letzterer Name stammt vom althochdeutschen mar für Moor oder Sumpf. Erbaut wurde es um 1423. Als am Anfang des 19. Jahrhunderts die Straße nach Landshut neu gebaut wurde (die heutige Landshuter Straße, bis dahin lief der Verkehr durch die heutige Alte Poststraße), wurde das Tor 1828 abgerissen. An die Abrissgenehmigung der Regierung war zwar ein Neubau des Tores geknüpft, dem die Stadt aber nicht nachkam. Um weiterhin den Pflasterzoll erheben zu können, blieb das Wärterhaus bestehen und wurde erst Mitte der 1860er Jahre durch ein Zollhaus ersetzt, das noch heute existiert.

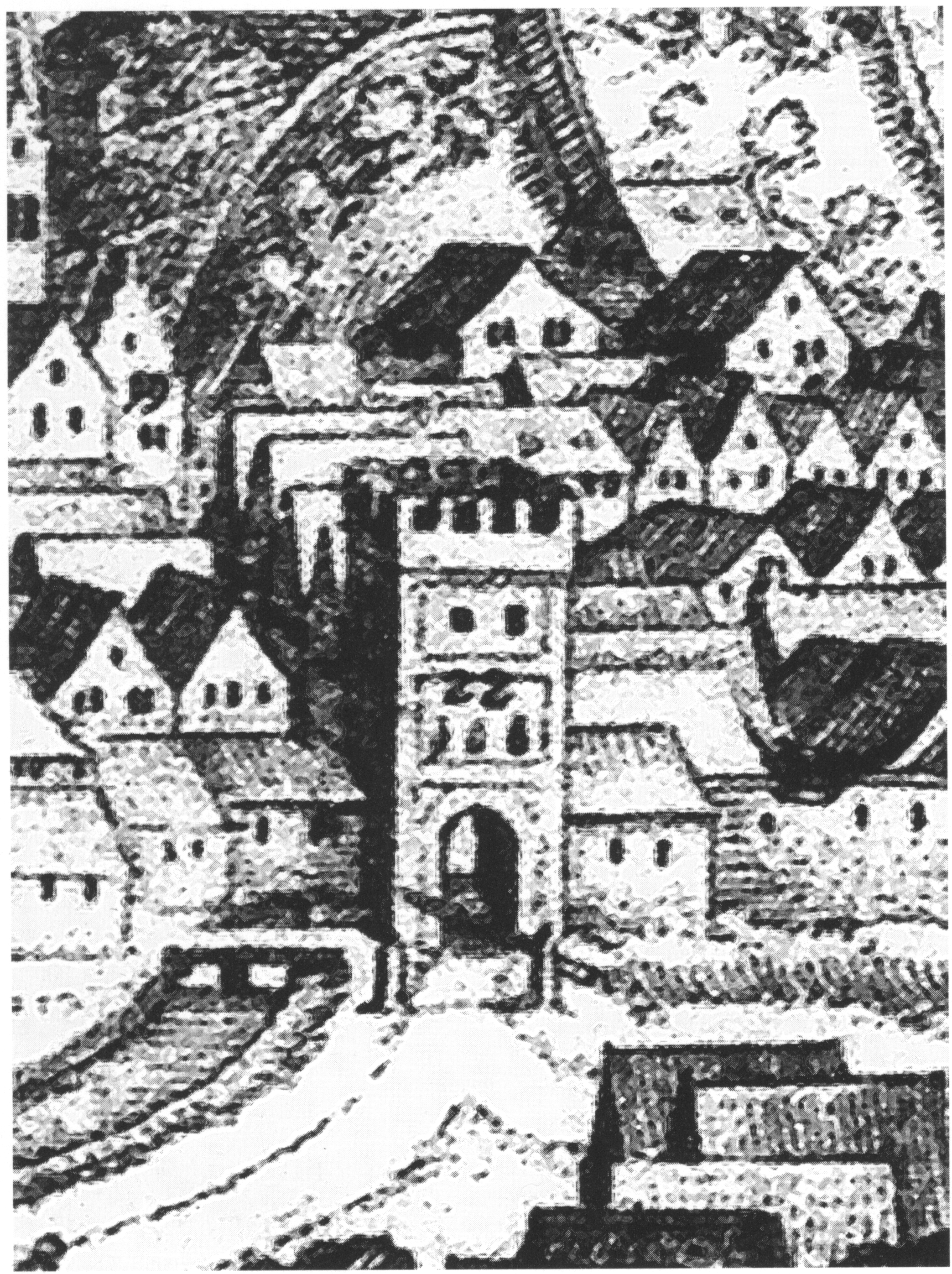
Ausschnitt aus dem Kupferstich Merians von 1642. Direkt neben dem Tor fließt die heute in diesem Bereich überdeckte Stadtmoosach.
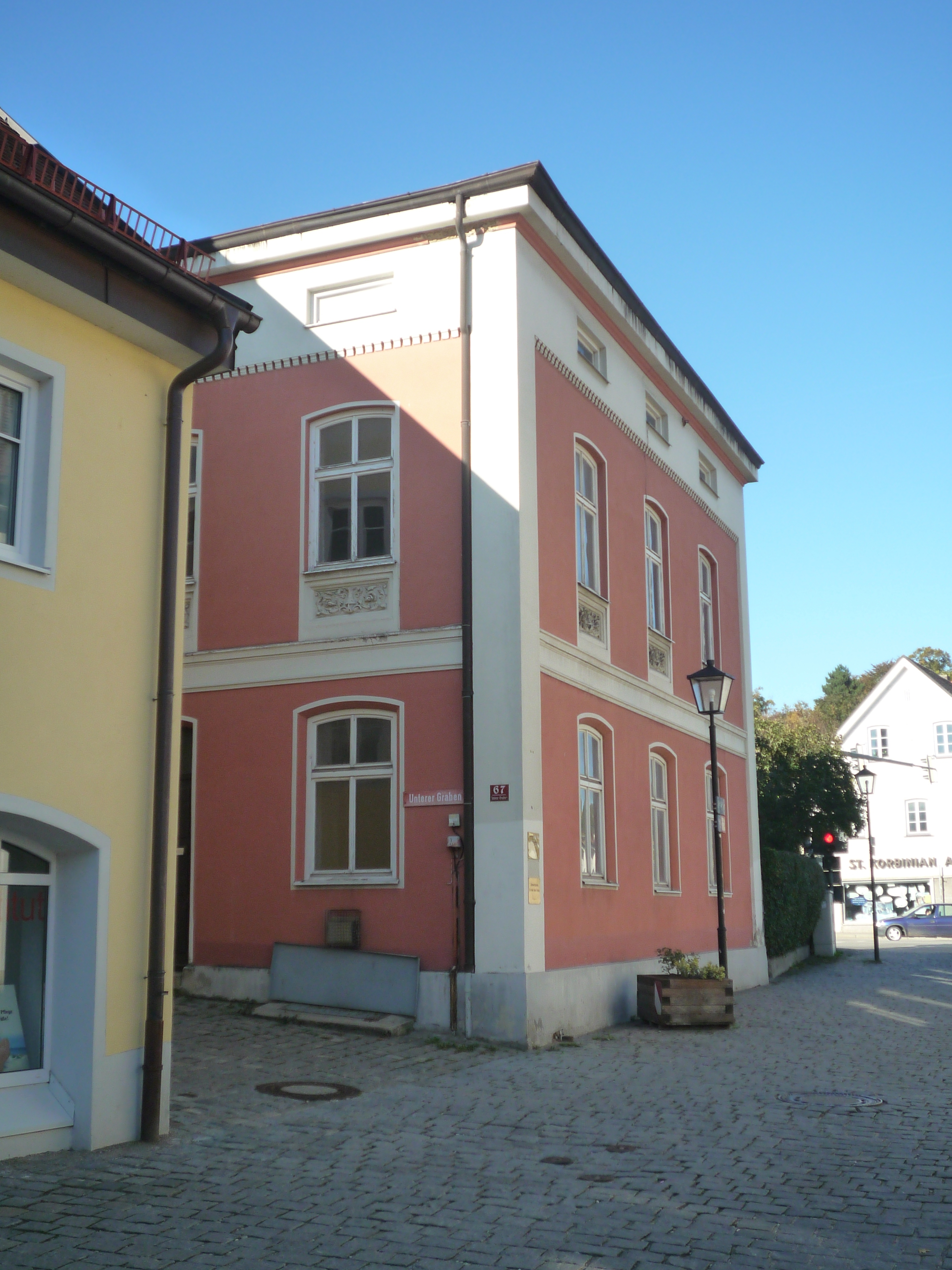
Heutige Position des Tores mit dem ehemaligen Pflasterzollhaus (rotes Gebäude)

### Sonstige Stadttore

#### Isartor
⊙
Das 1417 erstmals erwähnte Isartor (auch Erdinger Tor, da hier die Straße in Richtung Erding verlief) befand sich an der Kreuzung Heiliggeistgasse mit der Unteren Domberggasse in der Nähe des Heiliggeistspitals. Stadtauswärts führte damals die Erdinger Straße über die Isar. Diese beginnt nach dem heute erst auf der anderen Seite der Bahnlinie und der Teil bis dahin wurde der Heiliggeistgasse zugeschlagen. Das Tor war mit einer Mauer mit der Dombergbefestigung verbunden. Das im Vergleich mit den anderen Freisinger Toren niedrige Tor hatte eine spitzbogige Durchfahrt. Erstmals urkundlich erwähnt wurde es 1417. Das Tor wurde 1864 abgebrochen. Wie am Judentor wurde ein Zollhaus erbaut, das noch heute existiert.

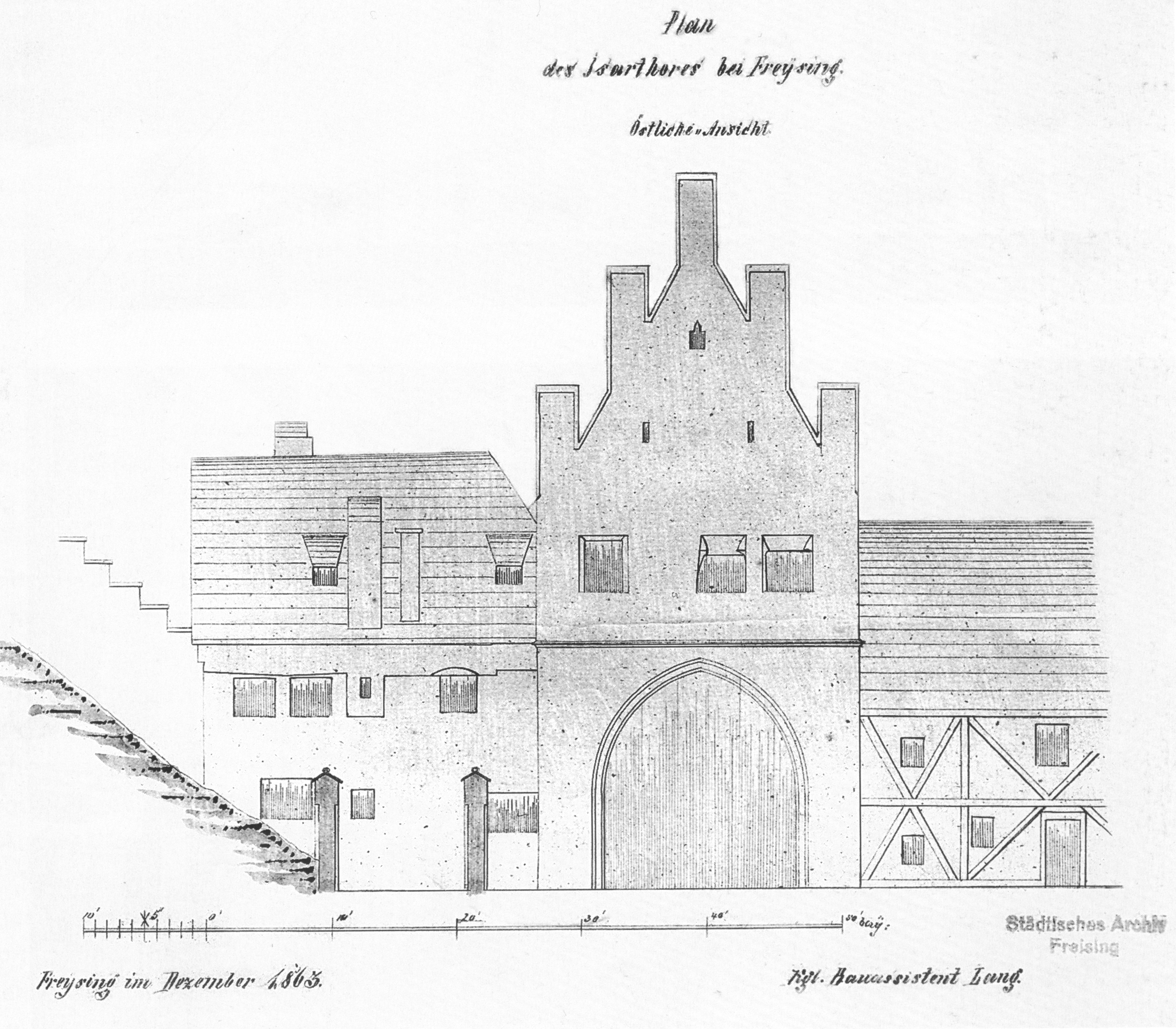
Zeichnung der Ostseite (Außenseite) des Isartors von 1863
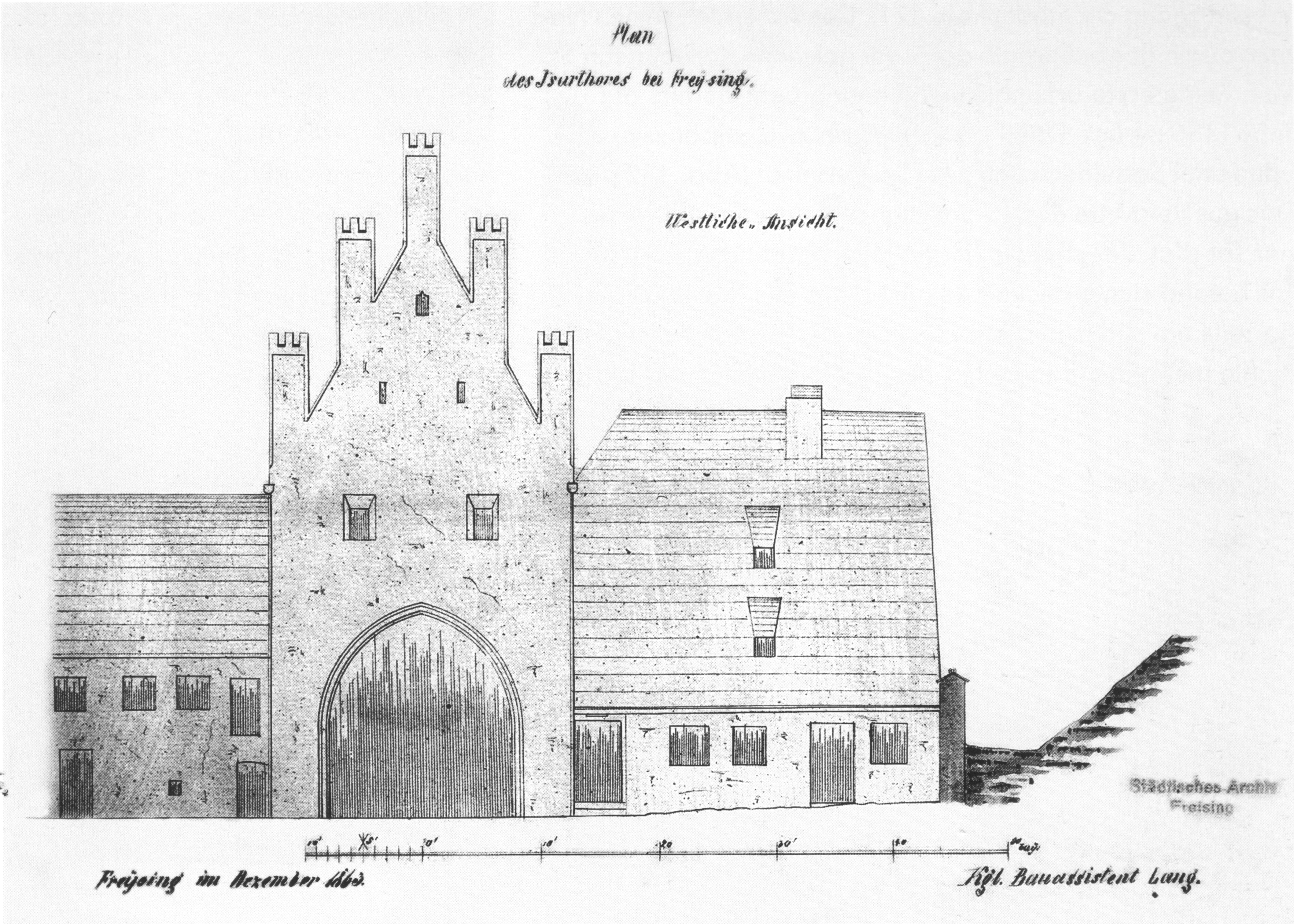
Zeichnung der Westseite (Innenseite)
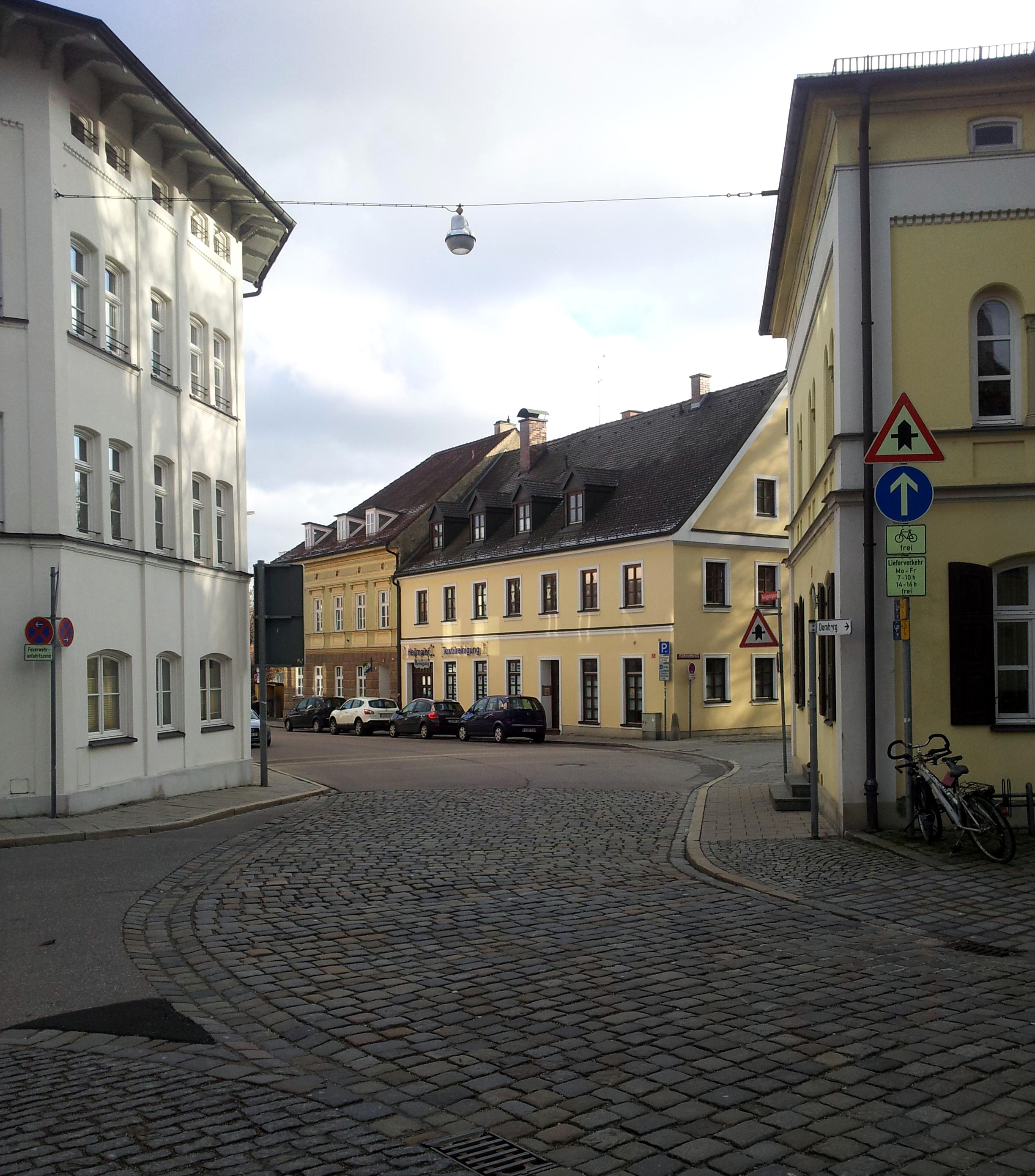
Heutiger Standort des Tores in der Heiliggeistgasse
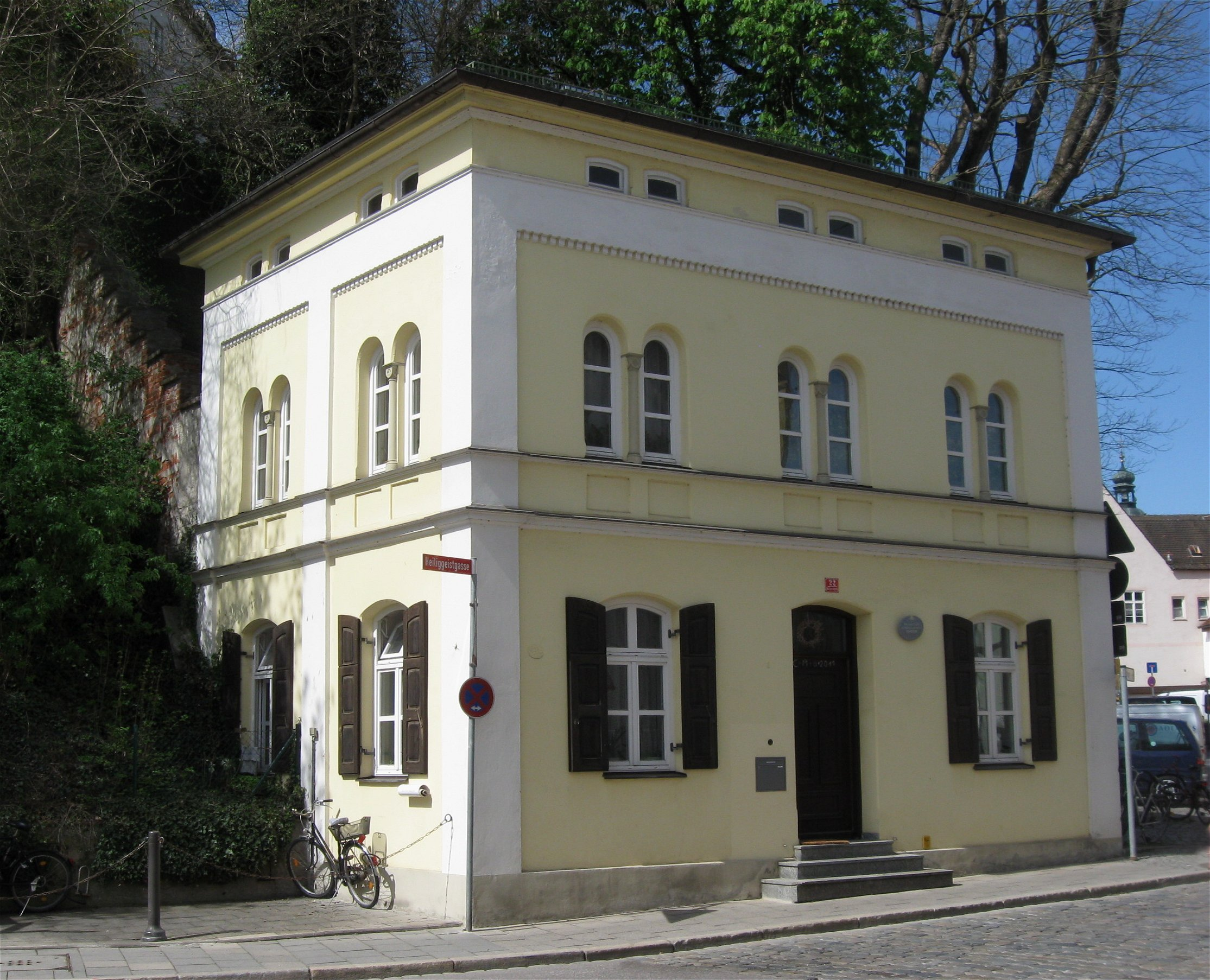
Zollhaus

#### Münchner Törl
⊙
Das erste Münchner Tor lag im Bereich des Platzes am Wörth und wurde 1450 erstmals erwähnt. Bis ins Spätmittelalter führte hier die Straße nach München entlang. Mit der Errichtung der neuen Straße (heute Bahnhofsstraße) durch das Münchner Tor (s. u.) verlor das Tor an Bedeutung. Dies ist auch durch die Namen Münchner Törl oder Kammermüller Törl ersichtlich. Das Tor wurde als erstes der Freisinger Stadttore schon 1810 (Notter) oder 1820 (von Retterg) abgerissen. Der Kupferstich von Matthäus Merian ist eine der wenigen Darstellungen des Tors. Das Tor hatte drei Geschosse mit einer Durchfahrt im Erdgeschoss und einem Satteldach. Der Standort des Tores ist heute schwer auszumachen, da er im Neubaugebiet Am Wörth liegt.

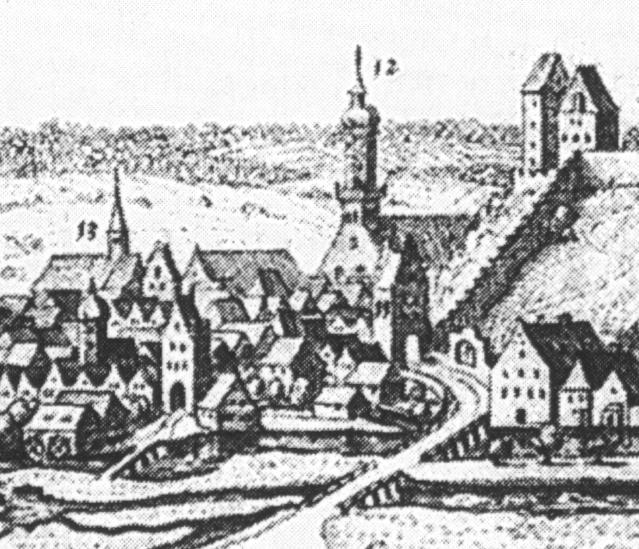
Ausschnitt aus dem Kupferstich Merians von 1642. Links das Münchner Törl (s.u) und rechts das Münchner Tor, mit der Mauer hinauf zum Domberg. Im Hintergrund die Gottesackerkirche St. Maria und die Pfarrkirche St. Georg
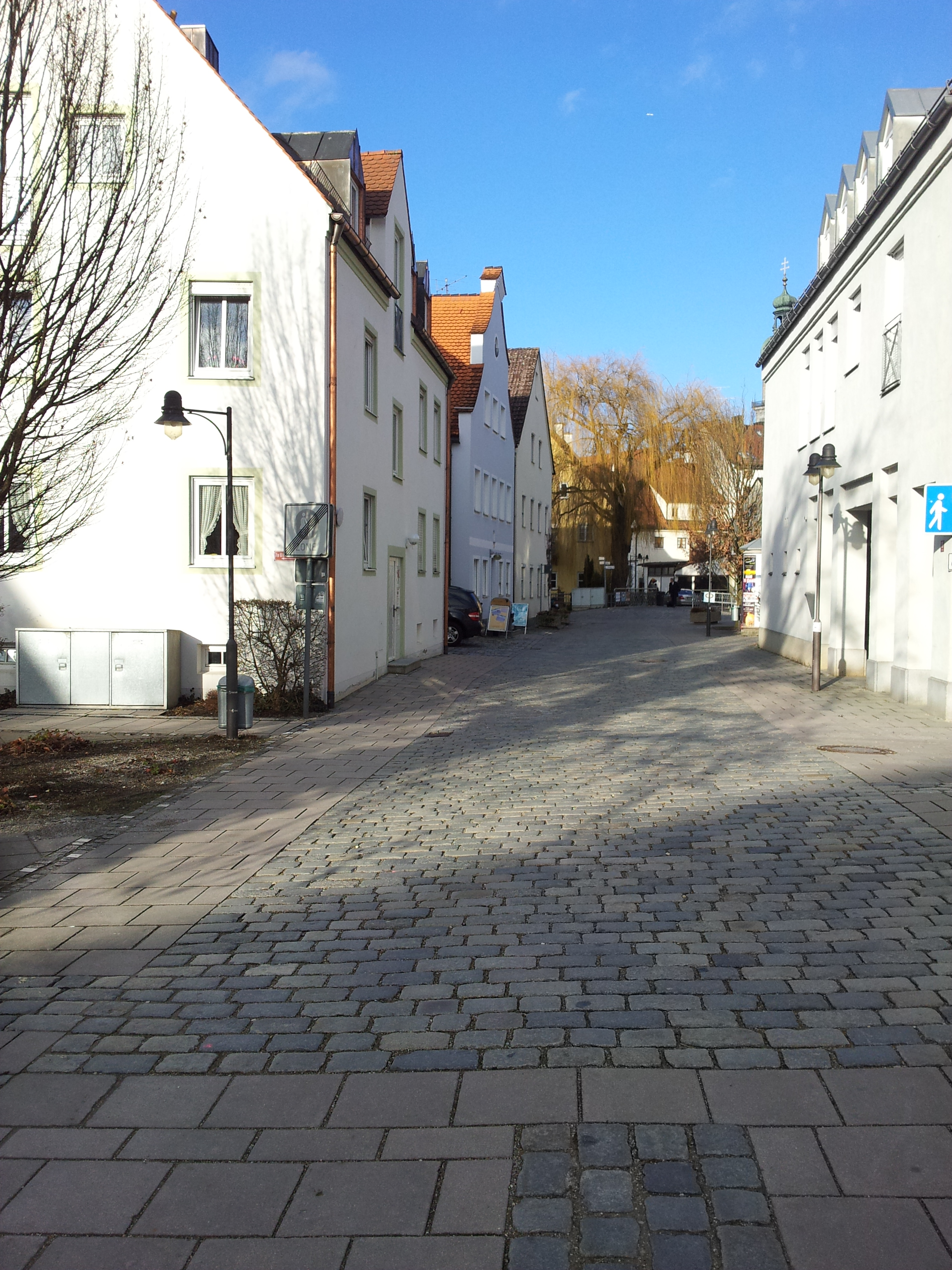
Heutiger Standort des Tors im Neubaugebiet Am Wört

#### Münchner Tor
⊙
Das Münchner Tor lag in der heutigen Bahnhofsstraße in der Nähe der Moosach und der Altöttinger Kapelle. Das Mitte 1452 erbaute Tor entstand möglicherweise im Zuge der Errichtung des Fürstenwegs (einer Straße Richtung München). Wie diese durfte das Tor zuerst nur durch den fürstbischöflichen Hof genutzt werden. Erst später wurden beide der Allgemeinheit zugänglich. Das prächtig gestaltete Tor wurde 1878 unter überregionalen Protesten abgerissen.

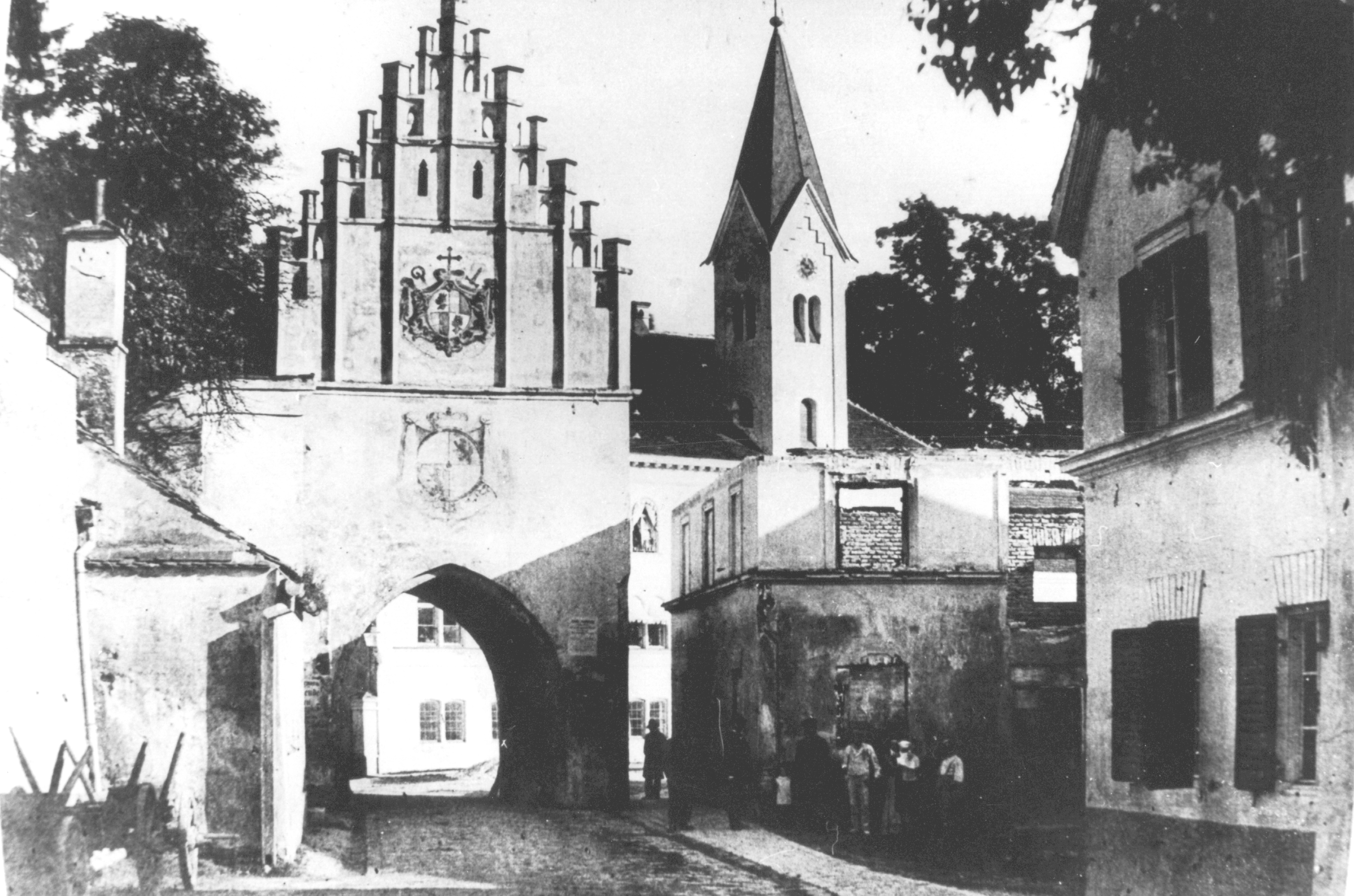
Historische Aufnahme des Tores mit Blickrichtung stadtauswärts (1878)
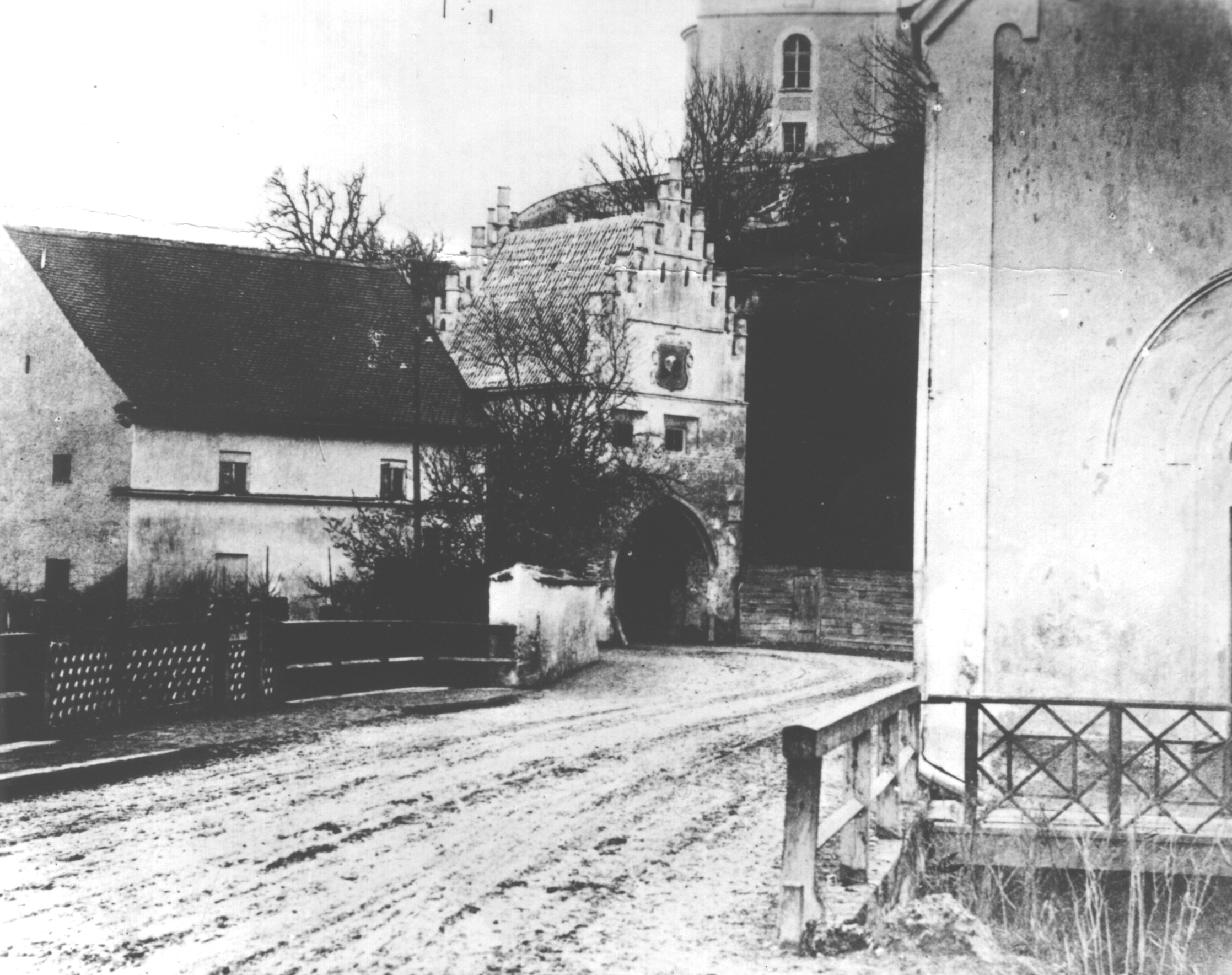
Historische Aufnahme des Tores mit Blickrichtung stadteinwärts (um 1870)
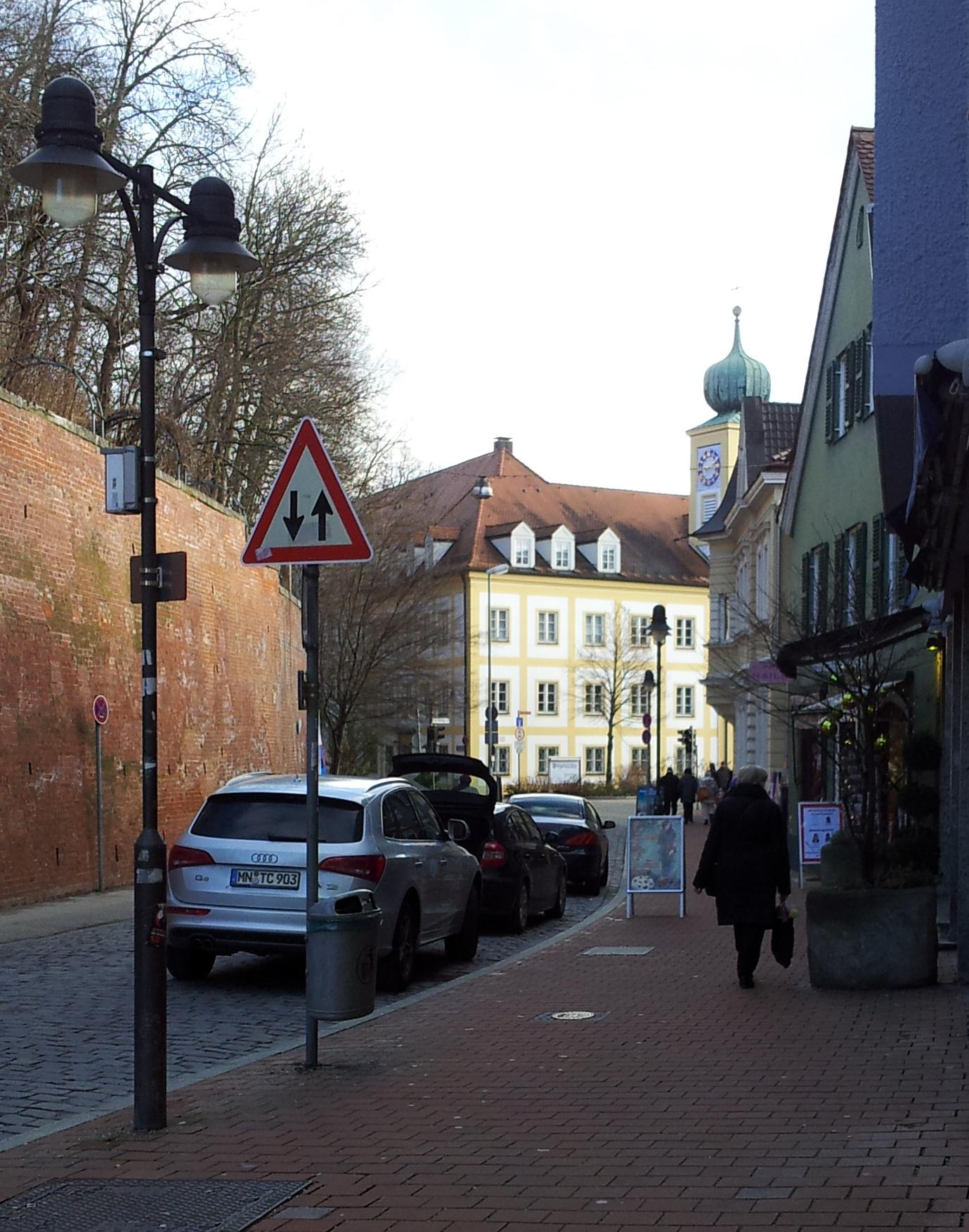
Heutiger Standort des Tores in der Bahnhofsstraße. Im Hintergrund das Vinzentinum mit der Altöttinger Kapelle

### Tore auf den Domberg

#### Kanzlerbogen
⊙ Der Kanzlerbogen liegt an der westlichen Auffahrt zum Domberg. Das existierende Tor wurde um 1720 durch den bis heute erhaltenen Bau ersetzt. Dabei entstand ein dreigeschossiger Satteldachbau mit gewölbter Durchfahrt und Traufgesims. Baumeister war Dominik Gläsl. Ab 1764 wohnte hier der fürstbischöfliche Kanzler. Heute wird das Gebäude als Wohnhaus genutzt.

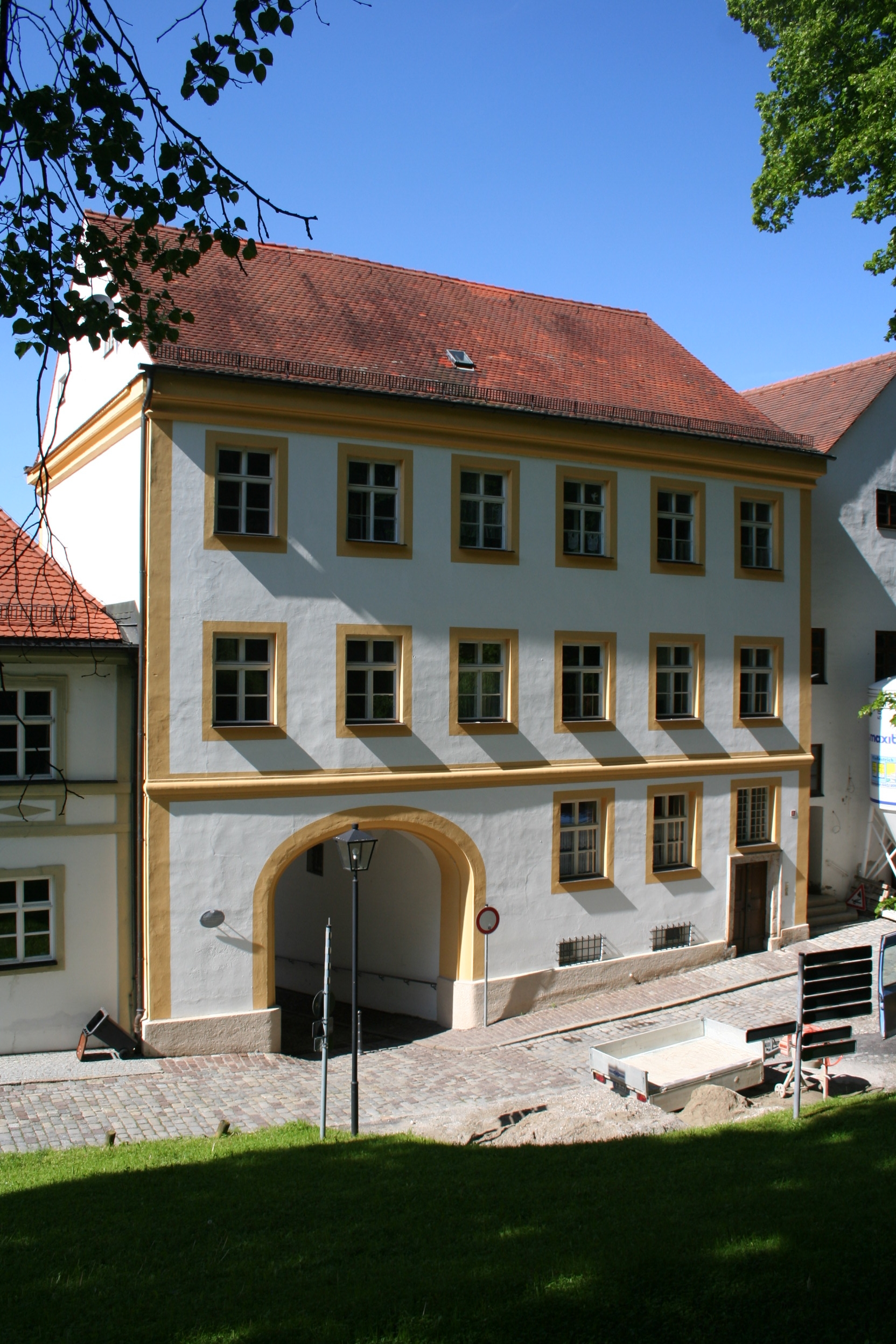
Westliches Domtor von der Innenseite aus gesehen.
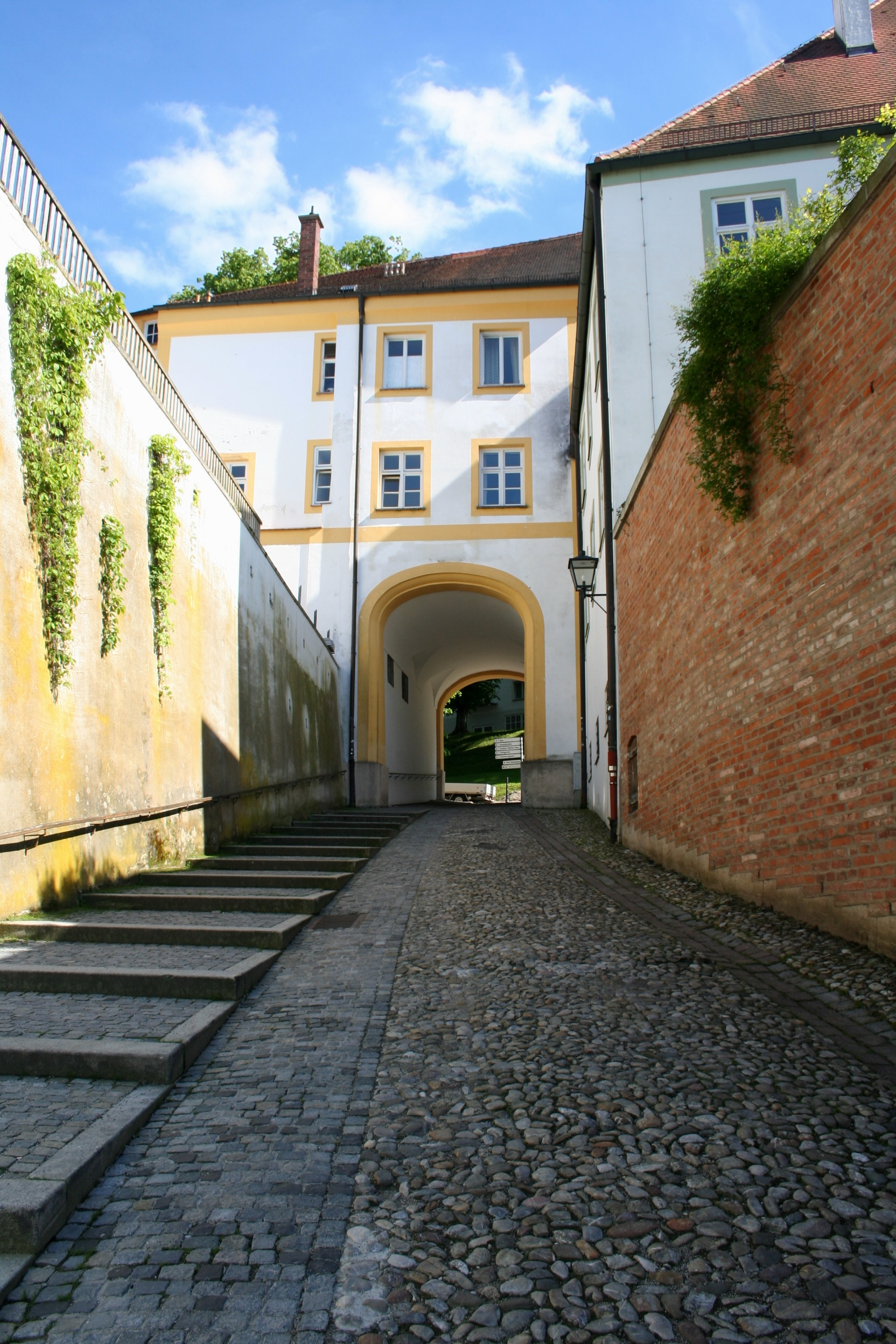
Westliches Domtor von der Auffahrt aus gesehen.

#### Östlicher Torturm
⊙ Der östliche Torturm liegt an der östlichen Auffahrt, die heute die Hauptzufahrt zum Domberg darstellt. Der Turm stammt aus dem Jahr 1479/80.

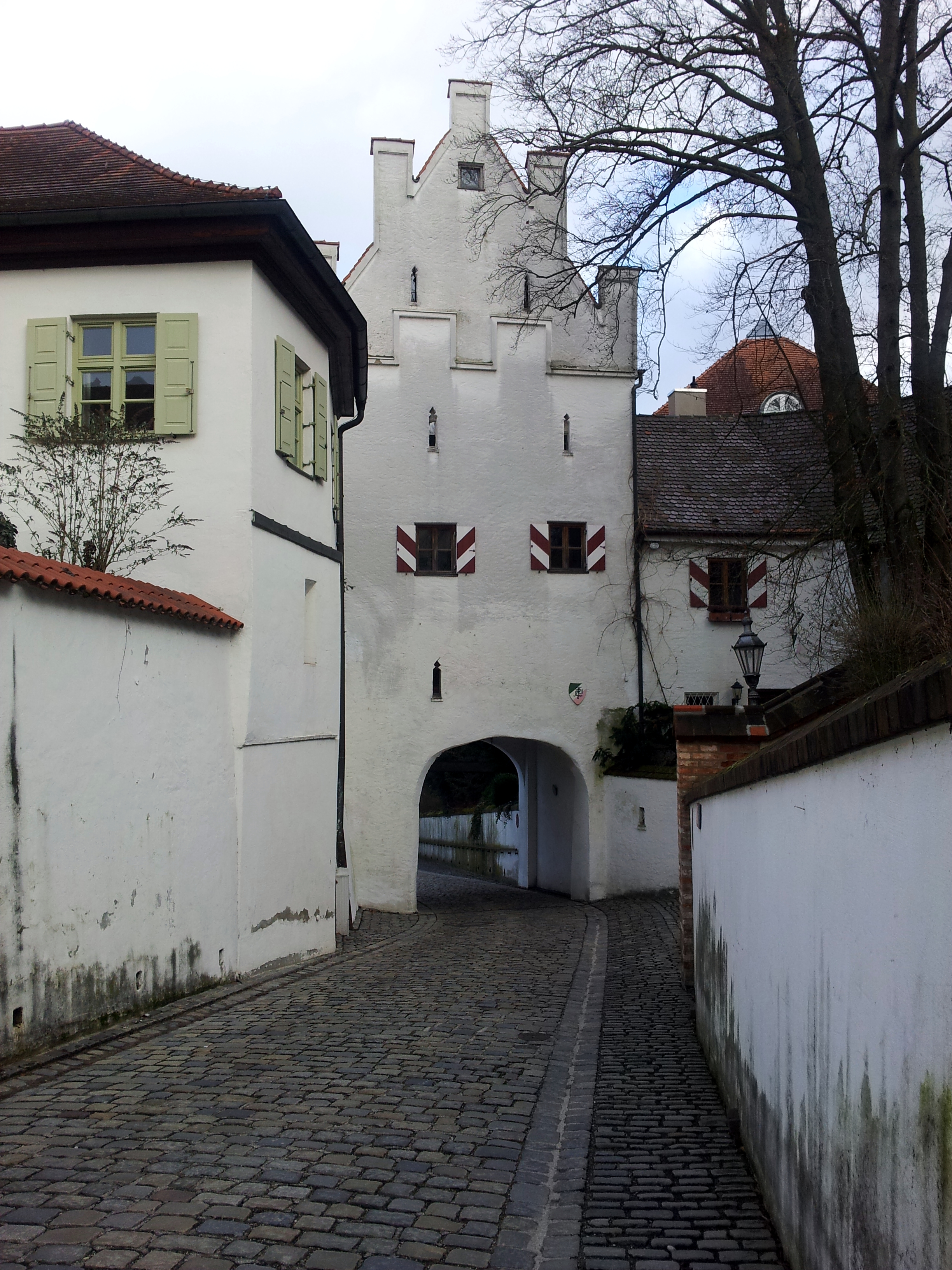
Östliches Domtor von der Innenseite aus gesehen
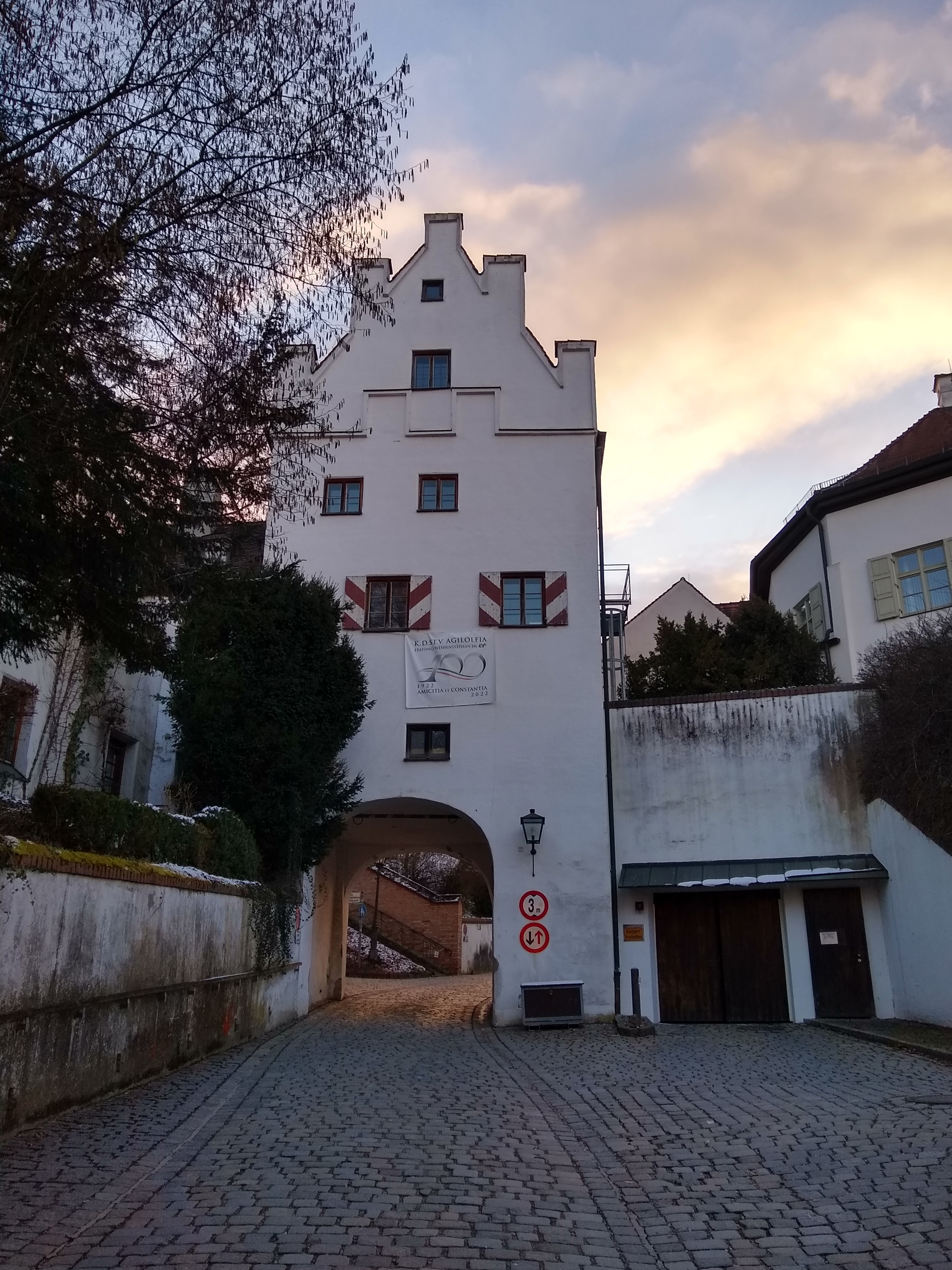
Östliches Domtor von der Auffahrt aus gesehen.